# 1П76 (прицел)
Оптический прицел 1П76 предназначен для монтирования на автоматы АКМ, АК-74, АК-74М, АК-102, АК-104, АК-105, АН-94, ручные пулемёты РПКН, РПК-74Н, РПК-74М. Прицел имеет однократное увеличение, может эксплуатироваться при температурах от -50°C до +50°C. Разработан ЦКБ «Точприбор» (г. Новосибирск), главный конструктор – А.А. Петров. Производится ФГУП «ПО Новосибирский приборостроительный завод».